# Joel og Ethan Coen
Joel Coen (født 29. november 1954) og Ethan Coen (født 21. september 1957) er amerikanske filminstruktører, manuskriptforfattere og filmproducere. 

## Karriere
Siden debutfilmen Blood Simple i 1984, har Coen-brødrene markeret sig som nogle af Hollywoods mest originale filmskabere. De skriver, instruerer og producerer sammen deres film, der ofte er stiløvelser over gamle Hollywoodproduktioner. Endvidere klipper de dem under det fælles pseudonym Roderick Jaynes. 

## Film
- Blood Simple (1984)
- Raising Arizona (1987)
- Miller's Crossing (1990)
- Barton Fink (1991)
- The Hudsucker Proxy (1994)
- Fargo (1996)
- The Big Lebowski (1998)
- O Brother, Where Art Thou? (2000)
- The Man Who Wasn't There (2001)
- Intolerable Cruelty (2003)
- The Ladykillers (2004)
- No Country for Old Men (2007)
- Burn After Reading (2008)
- A Serious Man (2009)
- True Grit (2010)
- Inside Llewyn Davis (2013)
- Hail, Caesar! (2016)

## Priser
Coen-brødrene har vundet flere prestigefyldte filmpriser heriblandt Den Gyldne Palme, Oscar for bedste originale manuskript, Oscar for bedste filmatisering, Oscar for bedste instruktør og en Oscar for bedste film (som de delte med Scott Rudin).